# Пань Юэ (1960)
Пань Юэ (кит. 潘岳, род. апрель 1960, Нанкин, Цзянсу) — китайский государственный и политический деятель, председатель Государственного комитета КНР по делам национальностей с 24 июня 2022 года.
Ранее заведующий Канцелярией Госсовета КНР по делам китайцев, проживающих за границей (2020—2022), первый проректор и секретарь партотделения КПК Центрального института социализма КНР (2016—2021).
Кандидат в члены ЦК КПК 19-го созыва, член Центрального комитета Компартии Китая 20-го созыва.

## Биография
Родился в апреле 1960 года в Нанкине, провинция Цзянсу.
В 1976 в шестнадцатилетнем возрасте вступил в Народно-освободительную армию Китая, проходил службу в 38-й армейской группе и 13-й дивизии Железнодорожного корпуса НОАК.
После увольнения с военной службы в 1982 году принят рядовым сотрудником в издание Economic Daily, затем работал репортёром в China Environment News. В 1986 году поступил на работу в Государственное агентство управления воздушным движением, позже назначен заместителем главы научно-исследовательского бюро и по совместительству секретарём комитета комсомола агентства. В 1988 году в Фаншаньском райкоме КПК. В декабре того же года вернулся в издательскую сферу и назначен заместителем главного редактора одного из журналов. С февраля 1993 года — член Центрального комитета Коммунистического союза молодёжи Китая, одновременно возглавил Китайский молодёжных исследовательский центр.
В 1998 году — заместитель начальника Государственного управления по технологиям и надзору за качеством КНР в ранге заместителя министра Центрального народного правительства. В 2000 году занял должность заместителя начальника Управления реформы экономической системы Госсовета КНР. Одновременно в сентябре 1999 года поступил в аспирантуру Центрально-китайского педагогического университета, которую окончил в июне 2002 года, получил степень доктора философии (PhD) по современной истории Китая.
В марте 2003 года — заместитель начальника Государственного управления по охране окружающей среды КНР, член партотделения КПК и пресс-секретарь управления по совместительству. В 2008 году после реорганизации управления в Министерство охраны окружающей среды КНР занял должность заместителя министра, с августа 2015 года — дополнительно замсекретаря партотделения КПК министерства.
В марте 2016 года переведён на посты первого проректора и партсекретаря КПК Центрального института социализма в ранге министра Центрального народного правительства.
В октябре 2020 года — заведующий Канцелярией Госсовета КНР по делам китайцев, проживающих за границей и заместитель заведующего отделом Единого фронта ЦК КПК по совмещению должностей. В июле 2021 года освобождён от исполнения обязанностей партсекретаря КПК и первого проректора Центрального института социализма.
18 июня 2022 года сменил Чэнь Сяоцзяна в должности секретаря партотделения КПК Государственного комитета КНР по делам национальностей. 24 июня 2022 года назначен председателем Госкомитета КНР по делам национальностей.